# Verwaltungsgemeinschaft Fläming-Fiener
In der Verwaltungsgemeinschaft Fläming-Fiener waren die Gemeinden Dörnitz, Drewitz, Gladau, Grabow, Krüssau, Küsel, Magdeburgerforth, Paplitz, Reesdorf, Reesen, Rietzel, Schopsdorf, Stresow, Theeßen, Tucheim und Wüstenjerichow im sachsen-anhaltischen Landkreis zusammengeschlossen. Am 1. Januar 2005 wurde sie mit der Verwaltungsgemeinschaft Möckern zur neuen Verwaltungsgemeinschaft Möckern-Fläming zusammengelegt. Die Gemeinden Gladau, Paplitz und Tucheim bildeten dagegen mit der bis dato verwaltungsgemeinschaftsfreien Stadt Genthin die Verwaltungsgemeinschaft Genthin.